# Uzi
Uzi (hebrejsko עוזי) je družina izraelskih brzostrelk. Manjše in sodobnejše različice se štejejo za avtomatske pištole. Prvi Uzi je nastal v štiridesetih letih 20. stoletja, glavni konstruktor pa je bil Uziel Gal, po katerem je brzostrelka tudi dobila ime. Uzije so skozi zgodovino izdelovala številna podjetja (Israel Military Industries, FN Herstal, ...).

## Opis

### Pregled
Uzi deluje iz odprtega zaklepa na principu kratkega trzanja cevi. Poleg českoslovaških brzostrelk od modela 23 do 26 je bila to prva brzostrelka, ki je uporabljala t. i. teleskopski zaklep, pri katerem zaklep objema ležišče naboja (Hogg 1979:157-158). To omogoča, da je cev pomaknjena precej nazaj, okvir za naboje pa je na ta način lahko vstavljen v pištolski ročaj brzostrelke. Zaradi enakomernejše porazdelitve mase zaklepa po dolžini je brzostrelka med rafalnim streljanjem bolj stabilna, zaklep sam pa je lahko težji in počasnejšega delovanja. Hkrati je s tem brzostrelkina skupna dolžina krajša od standardne.
Uzi je po večini izdelan iz stisnjene pločevine, zaradi česar so stroški proizvodnje nizki. Sestavnih delov je malo, zaradi česar je brzostrelka enostavna za vzdrževanje. Namestitev okvirja za naboje v pištolski ročaj omogoča hitro menjavo v slabših vidnih pogojojih, visoko nameščen kopišček, ki je posledica takšne zasnove, pa pomeni, da je otežkočeno streljanje iz ležečega položaja.
Na pištolskem ročaju je nameščena tudi varovalka, ki omogoča streljanje šele ob stisku ročaja, zaradi česar je Uzi dokaj varno orožje za trensport tudi z nabojem v ležišču.
Nenapeto orožje ima zaprto odprtino za izmet tulcev, s čimer je preprečen vdor tujkov do vitalnih delov orožja. Tudi sicer so v zaklepišču utori, v katerih se nabirajo tujki, ki bi vseeno zašli v ležišče. Te utore je potrebno za zanesljivo delovanje orožja redno čistiti. 
Uzi je načeloma zanesljivo in učinkovito orožje, ki je priljubljeno med enotami,ki delujejo v urbanih okoljih ali med enotami, namenjenimi za čiščenje zgradb ter med posadkami vozil ter piloti.

### Pomankljivosti
Uzi je doživel mnogo kritik zaradi delovanja iz odprtega zaklepa, saj je s tem zmanjšana natančnost, hkrati pa s tem v ležišče naboja hitreje zaidejo tujki, saj je zaklep večino časa med streljanjem. Zagovorniki tega modela pa v obrambo po navadi navajajo osnovni namen orožja, ki ni natančnost temveč uporaba na majhnih razdaljah. 
Mini-Uzi ter Micro-Uzi zaradi teh kritik delujeta iz zaprtega zaklepa, originalno različico pa so nehali izdelovati.

### Strelivo in okvirji za strelivo
Uzi so izdelovali v več kalibrih, od katerih pa je bila večina teh brzostrelk izdelanih za naboj 9x19mm Parabellum. Poleg tega so Uzi izdelovali tudi za naboje .22 LR, .41 AE ter .45 ACP. Obstajajo tudi kopleti za predelavo s katerimi lahko Uzi uporablja tudi strelivo .40 S&W ter 10 mm auto  Arhivirano 2013-07-27 na Wayback Machine..
Za originalni Uzi so na voljo okvirji za strelivo kapacitet 20-, 25-, 32-, 40- ter 50- nabojev (9x19mm Parabellum), 10-strelni okvirji za naboj (.41 ter .22 LR) ter 16-strelni okvirji za naboj .45 ACP. Vse omenjene okvirje izdeluje podjetje IMI. Poleg tega so kasneje na tržišče prišli tudi 50- strelni okvirji ter 100-strelni bobni za kaliber 9 mm, ki jih izdeluje podjetje Vector Arms ter še nekatera druga.
Zaradi značilne oblike, ki je posledica zasnove z okvirjem v pištolskem ročaju, je Uzi postal ena najbolj prepoznavnih brzostrelk v zgodovini. Pojavlja se v večini sodobnih akcijskih filmov, pri čemer je pogosto mogoče videti like, ki streljajo s po dvema takima brzostrelkama (največkrat Mini in Micro-Uzi).

## Zgodovina
Brzostrelko je zasnoval, takrat še stotnik, kasnejši major Uziel Gal. Gal je bil takrat še pripadnik izraelskih obrambnih sil, ki je sodeloval v izraelsko-arabskih vojnah. Orožje je bilo poslano na natečaj za novo brzostrelko izraelskih obrambnih sil in je zaradi svoje zanesljivosti in nizke proizvodne cene zmagalo. Poimenovano je bilo po konstruktorju, čeprav sam ni želel, da bi se to zgodilo. 
Osnovni model je bil sprejet leta 1951, prvič pa je bil v boju uporabljen leta 1956. Zaradi velike zanesljivosti je kmalu postal izjemno priljubljen, začelo pa se je delo na njegovih izpeljankah. 
Uzi se je, in se ponekod še danes uporablja kot osebno obrambno orožje v zalednih enotah, med častniki, artilerijskih enotah, oklepnih enotah, pa tudi kot orožje elitnih enot in specialcev. Novejše in kompaktne različice so bile v uporabi v specialnih enotah Izraela do decembra 2003, ko jih je začel nadomeščati Tavor. Osnovno različico so prenehali izdelovati, kompaktne različice pa za izvoz izdelujejo še danes. 
Uzi je v uporabi v več kot 90 državah po svetu, do konca leta 2001 pa je IMI s prodajo Uzijev zaslužil več kot 2 milijardi ameriških dolarjev.
- Nemški Bundeswehr je Uzije uporabljal od leta 1959 pod imenom MP2 (predvsem v oklepnih enotah), zdaj pa ga počasi zamenjujejo s Heckler & Koch MP7.
- Irska Gardaí Emergency Response Unit (ERU) prav tako zamenjuje Uzije s HK MP7.
- V Rodeziji so v poznih 1970. izdelovali Uzi pod licenco. To orožje se je imenovalo »Rhuzi«.
- Šri Lanka je sredi 1990. naročila nekaj tisoč Mini Uzijev ter Uzi Carbine. Trenutno so v uporabi v oboroženih silah ter elitnih enotah vojske in policije, ki z njimi izvaja varovanje pomembnih oseb.
- United States Secret Service je prav tako za zaščito pomembnih oseb uporabljala Uzije. Med atentatom na ameriškega predsednika Ronalda Reagana, ki se je zgodil 30. marca 1981 je bilo na posnetkih videti varnostnika, ki je izvlekel Uzija iz kovčka in kril predsedniško limuzino pri umiku [4].

## Izpeljanke
- Uzi pištola
- Brzostrelka Uzi
- Mini-Uzi

Obstaja več kompaktnih različic Uzija:
- Mini Uzi, pomanjšana originalna različica, prvič izdelana v osemdesetih letih 20. stoletja. Mini Uzi meri z izvlečenim kopitom 600 mm, z zloženim pa 360 mm. Cev ima dolžino 197 mm, hitrost krogle na ustju cevi pa je 375 m/s.
- Carbine, različica s podaljšano cevjo dolžine 450 mm. Namenjena je civilnemu trgu v ZDA, cev pa je podaljšana, da orožje dosega zakonsko določeno minimalno dolžino z zloženim kopitom.
- Micro Uzi, še pomanjšana različica Uzija, prvič predstavljena javnosti leta 1982. Micro Uzi meri z izvlečenim kopitom 436 mm ter 240 mm z zloženim kopitom. Dolžina cevi je 134 mm, hitrost krogle na ustju cevi pa znaša 350 m/s.
- Micro Uzi Para
- Micro Uzi Pro

## Uporabniki
- Bangladeš - v uporabi v RAB.
- Belgija - licenčne kopije, izdelane v podjetju Fabrique Nationale. V policiji ga zamenjujejo, še vedno pa je v uporabi v mornarici, kjer naj bi ga kmalu zamenjali
- Bolgarija
- Čile - V uporabi v Carabineros de Chile (čilske policijske enote).
- Hrvaška - doma izdelani verziji AG Strojnica ERO in Strojnica Mini ERO
- Kolumbija
- Kuba
- Kitajska - kopije, izdelane v podjetju Norinco kot Norinco 320.
- Salvador - med državljansko vojno v uporabi v vojaški policiji
- Estonija - uporabljajo izpeljanko Mini Uzi[5]
- Francija
- Nemčija - zamenjuje ga Heckler & Koch MP7
- Grčija - policija, mornarica
- Gvatemala
- Haiti
- Indija
- Indonezija - v uporabi v Kopassusu in Tontaipuru.
- Irska - v uporabi v Garda Síochána ERU ter Special Branch. V prihodnosti naj bi ga zamenjal Heckler & Koch MP7
- Izrael - konec proizvodnje, izdelujejo le še rezervne dele
- Mehika- v uporabi v policiji za boj proti kartelom in tihotapcem drog
- Mjanmar - licenčna verzija, ki jo proizvaja tovarna Ka Pa Sa kot BA-94.
- Paragvaj
- Peru - Micro Uzi v uporabi v armadi, zračnih silah, vojni mornarici ter specialnih enotah
- Portugalska - Portugalske oborožene sile, prej pa tudi Polícia de Segurança Pública, predvsem med Portugalsko kolonialno vojno
- Filipini
- Ruanda
- Republika Južna Afrika
- Šri Lanka
- Sudan
- Surinam
- Tajvan - ROCMC - enote Special Service Company
- Tajska
- Turčija - specialne enote, policija
- Uganda
- Združeno kraljestvo
- Združene države Amerike
- Urugvaj
- Venezuela
- Vietnam

### Bivši uporabniki
- Poljska - specialna enota GROM
- Rodezija